# Eric Linné
Eric Linné, född 11 augusti 1905 i Göteborg, död 22 februari 1995 i Stockholm, var en svensk tecknare, formgivare, målare, skulptör, textilkonstnär och teckningslärare.
Mellan 1932 och 1949 arbetade han som tecknare för Stockholms-Tidningen.
Eric Linné arbetade som konstnärlig ledare på Karlskrona Porslinfabrik 1938–1939.  Åren 1942–1950 var han konstnärlig ledare för Upsala-Ekeby AB med koncernföretagen Karlskrona Porslinsfabrik och Gefle Porslinsfabrik. Linné är representerad vid Flygvapenmuseum och Nationalmuseum

## Priser och utmärkelser
- 1983 – Knut V. Pettersson-stipendiet